# هرچران سینگ (ورزشکار)
هرچران سینگ (انگلیسی: Harcharan Singh؛ زادهٔ ۱۵ ژانویهٔ ۱۹۵۰) بازیکن هاکی روی چمن اهل هند است.